# 维尔萨克 (吉伦特省)
维尔萨克（法語：Virsac，法語發音：[viʁsak]）是法国吉伦特省的一个市镇，位于该省北部，属于布莱区。

## 地理
维尔萨克（45°1'38"N, 0°26'28"W）面积3.6 平方千米，位于法国新阿基坦大区吉倫特省，该省份为法国西南部沿海省份，是法國本土面积最大的省，北起滨海夏朗德省，西临大西洋，南至朗德省，东南接洛特-加龍省，东临多爾多涅省。
与维尔萨克接壤的市镇（或旧市镇、城区）包括：珀雅尔、圣安德烈-德屈布扎克、圣热尔韦、圣洛朗达尔斯、瓦勒德维尔韦。

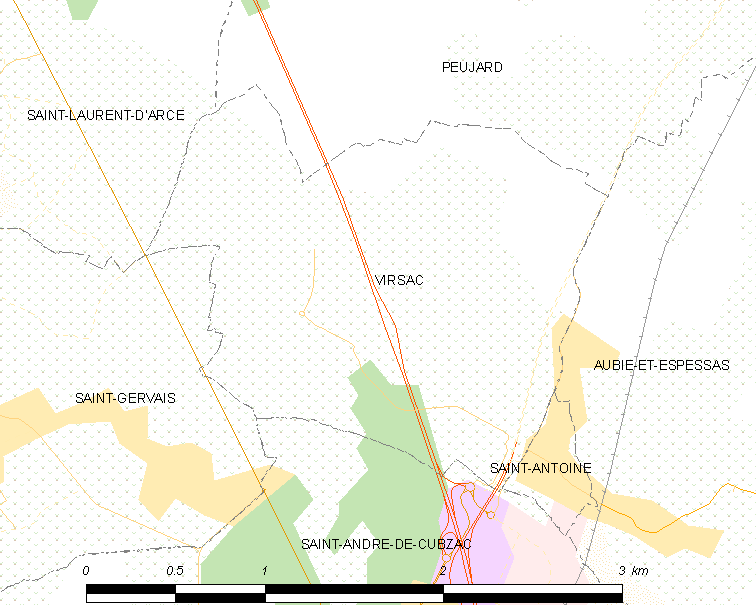
的OSM定位图

维尔萨克的时区为UTC+01:00、UTC+02:00（夏令时）。

## 行政
维尔萨克的邮政编码为33240，INSEE市镇编码为33553。

## 政治
维尔萨克所属的省级选区为北吉伦特县。

## 人口

1962-2008年间人口变化图示

维尔萨克于2022年1月1日时的人口数量为1283人。